# Delta Crateris
Delta Crateris (δ Crateris, förkortat Delta Crt, δ Crt)  som är stjärnans Bayerbeteckning, är en ensam stjärna belägen i den mellersta delen av stjärnbilden Bägaren. Den har en skenbar magnitud på 3,56, är synlig för blotta ögat där ljusföroreningar ej förekommer och den ljusaste stjärnan i denna ganska svagt lysande stjärnbild. Baserat på parallaxmätning inom Hipparcosuppdraget på ca 17,6 mas, beräknas den befinna sig på ett avstånd på ca 186 ljusår (ca 57 parsek) från solen.

## Egenskaper
Delta Crateris är en orange till röd jättestjärna av spektralklass K0 III. Den är en röd jättestjärna och genererar energi genom fusion av helium i dess kärna. Den har en massa som är ca 1,6 gånger större än solens massa, en radie som är ca 22,4 gånger större än solens och utsänder från dess fotosfär ca 171 gånger mera energi än solen vid en effektiv temperatur på ca 4 500 K. 
Delta Crateris är omkring 2,89 miljarder år gammal och har en rotation som är för liten för att kunna mätas. Den projicerade rotationshastigheten är 0,0 km/s.